# Приозёрное (Мендыкаринский район)
Приозёрное (каз. Приозёрный) — село в Мендыкаринском районе Костанайской области Казахстана. Входит в состав Сосновского сельского округа. Код КАТО — 395659300.

## Население
В 1999 году население села составляло 226 человек (112 мужчин и 114 женщин). По данным переписи 2009 года, в селе проживало 160 человек (67 мужчин и 93 женщины). По данным переписи 2021 года, в селе проживали 83 человека (42 мужчины и 41 женщина).